# Ignacówka (Jeziorany)
Ignacówka (deutsch Wollmersruh) war ein Ort in der polnischen Woiwodschaft Ermland-Masuren. Seine Ortsstelle liegt im Bereich der Gmina Jeziorany (Stadt-und-Land-Gemeinde Seeburg) im Powiat Olsztyński (Kreis Allenstein).
Die Ortsstelle von Ignacówka liegt am Südufer des Jezioro Ławki (Elsauer See) in der nördlichen Mitte der Woiwodschaft Ermland-Masuren, 26 Kilometer südwestlich der früheren Kreisstadt Rößel (polnisch Reszel) bzw. 28 Kilometer nordöstlich der heutigen Kreismetropole Olsztyn (deutsch Allenstein).
Bei Ignacówka handelte es sich um einen aus einem mittleren Hof bestehenden Ort, der bis zum 18. Februar 1847 Abbau Wollmer und erst danach Wollmersruh hieß. Von 1874 bis 1945 gehörte Wollmersruh zur Stadtgemeinde Seeburg (polnisch Jeziorany) im ostpreußischen Kreis Rößel. 1885 waren 14 Einwohner in Wollmersruh registriert, 1905 waren es 22. 
Als 1945 in Kriegsfolge das gesamte südliche Ostpreußen an Polen fiel, erhielt Wollmersruh die polnische Namensform „Ignacówka“. Allerdings fand der Ort nur noch kurzzeitig Erwähnung. Er dürfte in der Stadt Jeziorany im Powiat Olsztyński der Woiwodschaft Ermland-Masuren aufgegangen sein.
Kirchlich gehörte Wollmersruh bis 1945 zur Stadt Seeburg: zur dortigen evangelischen Pfarrkirche und auch zur römisch-katholischen St.-Bartholomäus-Kirche.
Ein paar Gebäude noch erinnern an den ehemaligen Ort Wollmersruh resp. Ignacówka. Die Ortsstelle ist über eine Nebenstraße von Jeziorany aus zu erreichen.